# Catedral de Kristiansand
La catedral de Kristiansand (en noruego: Kristiansand domkirke) es la sede de la Diócesis de Agder y Telemark de la Iglesia de Noruega. Es un templo neogótico concluido en 1885 y diseñado por el arquitecto Henrik Thrap-Meyer.
Es la tercera catedral construida en la ciudad de Kristiansand y una de las mayores de Noruega. Tiene 70 m de largo y 39 m de ancho; su única torre tiene 70 m de altura. En sus inicios, la catedral contaba con 2 029 asientos, pero actualmente su cupo se ha reducido a 1 500 personas.
Para aprovechar los muros de la anterior catedral —destruida en 1880 por un incendio—, el altar se colocó en el muro oeste, en oposición a la disposición tradicional en el este.
La catedral se asienta sobre el mismo lugar de tres iglesias anteriores. La primera de ellas, llamada iglesia de la Trinidad, fue construida en 1645 y era un pequeño templo de madera. Cuando Kristiansand fue designada sede episcopal en 1682, se comenzó la construcción de la primera catedral de la ciudad, llamada iglesia del Salvador. Esta primera catedral, construida en piedra, fue consagrada en 1696, pero se incendió en 1734. La segunda catedral, consagrada en 1738, se arruinó con un incendio que afectó toda la ciudad, el 18 de diciembre de 1880.

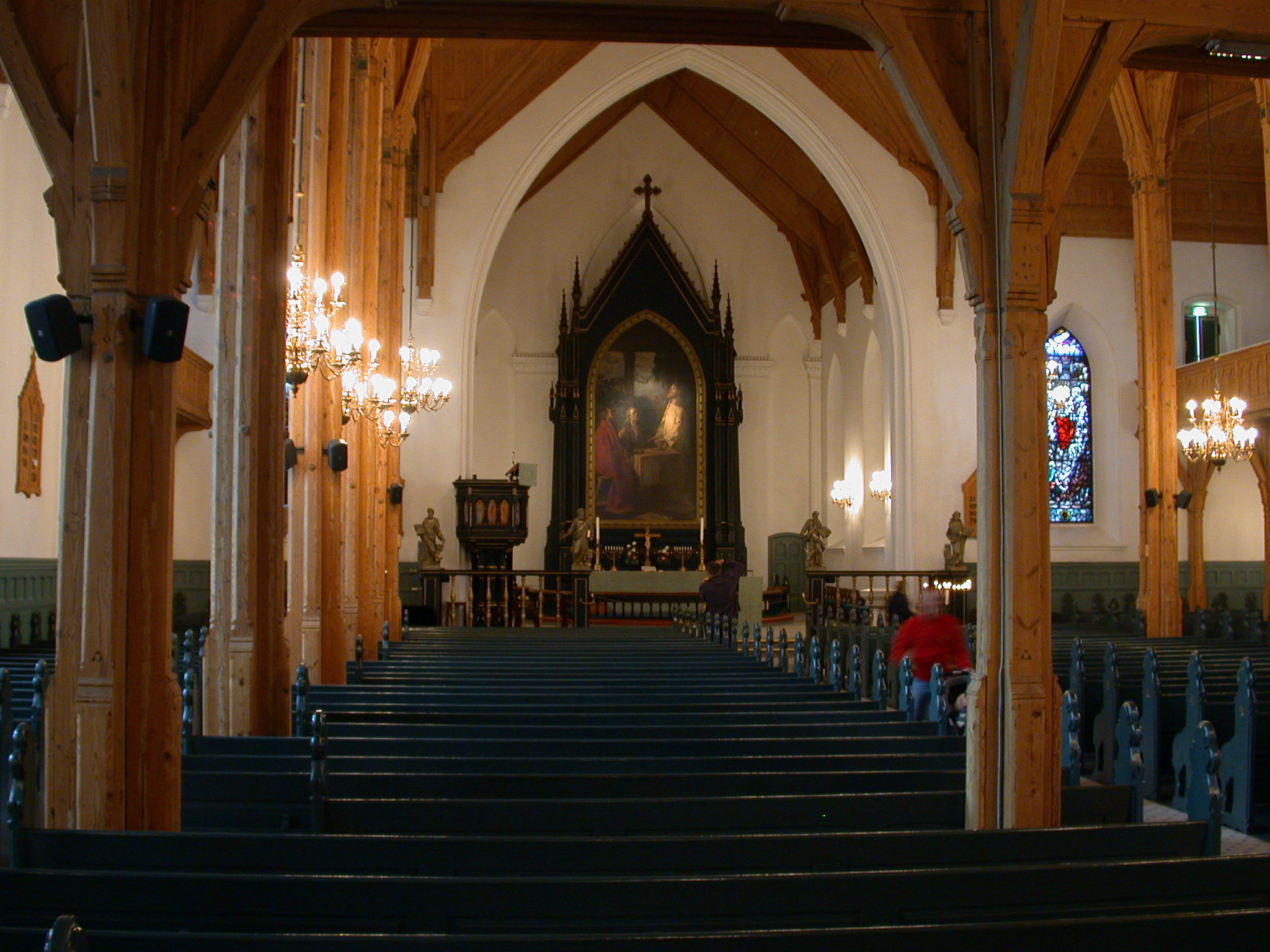
Interior de la Catedral